# Thion (département)
Pour les articles homonymes, voir Thion (homonymie).

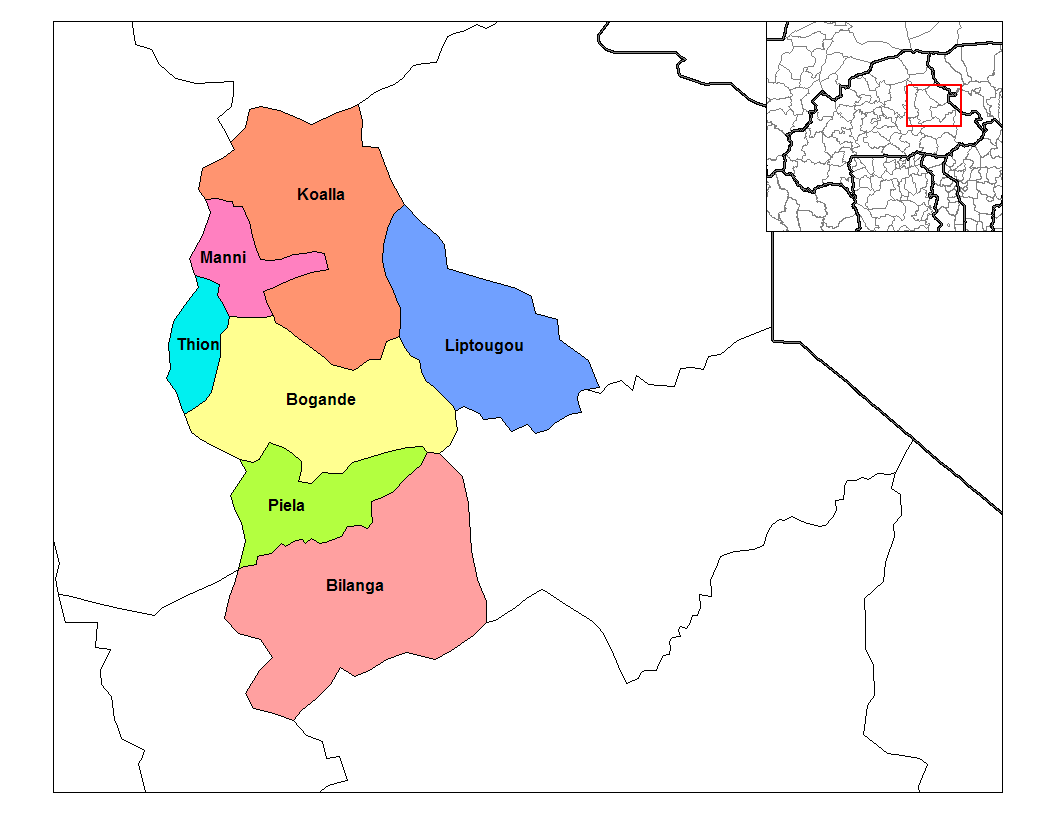
Localisation de la province de Gnagna

Thion est un département du Burkina Faso située dans la province de Gnagna et dans la région Est.
- En 2006, le  recensement comptabilise 23 038 habitants[1]

- En 2019, le dernier recensement comptabilise 41 216 habitants.

## Villes
Le département se compose d'un chef-lieu :
- Thion

et de 26 villages :
| - Balamba - Bangaye - Bangayéni - Banogo - Bogoumissi - Diaka - Dimkoura | - Dioro - Dioro-Folgou - Doyana - Folbombouga - Folbongou - Folgou - Gnindi | - Harga - Koulbila - Lalguin - Laranga - Lelcom - Monlori | - Morèm - Nawèga - Sékoussi - Siessin - Tamièla - Tipoli |